# Caleb Porter
Caleb Porter est un joueur et entraîneur de soccer américain né le 18 février 1975 à Tacoma (Washington). Il a été désigné comme le nouveau coach principal des Revolution de la Nouvelle-Angleterre pour la saison 2024.

## Palmarès

### Palmarès d'entraîneur
Zips d'Akron
- Vainqueur du championnat NCAA en 2010

 Timbers de Portland
- Trophée de l'entraîneur de l'année en MLS : 2013
- Vainqueur de la Coupe MLS en 2015

 Crew de Columbus
- Vainqueur de la Coupe MLS en 2020
- Vainqueur de la Campeones Cup en 2021

### Palmarès d'entraîneur adjoint
- Champion NCAA : 2003 et 2004